# Acridoschema
Acridoschema is een kevergeslacht uit de familie van de boktorren (Cerambycidae). De wetenschappelijke naam van het geslacht werd voor het eerst geldig gepubliceerd in 1858 door Thomson.

## Soorten
Acridoschema omvat de volgende soorten:
- Acridoschema aberrans (Jordan, 1894)
- Acridoschema atricollis Jordan, 1903
- Acridoschema capricornis Thomson, 1858
- Acridoschema flavolineatum Breuning, 1970
- Acridoschema isidori Chevrolat, 1858
- Acridoschema itzingeri Breuning, 1935
- Acridoschema ligata Quedenfeldt, 1882
- Acridoschema thomensis Jordan, 1903
- Acridoschema tuberculicolle (Breuning, 1950)